# Raige
Raige, de son vrai nom Alex Andrea Vella (né le 20 août 1983 à Alpignano), est un rappeur italien.

## Biographie
Sa carrière commence en 1999, au travers de diverses collaborations dans différents projets, mais le tournant s'est produit en 2003 lorsque, avec son frère Ensi et son ami Rayden, il forme OneMic. C'est avec ce groupe que sort son premier album, Sotto la cintura, produit par La Suite Records. En 2006, il sort Tora-Ki, un album réalisé en collaboration avec le producteur Zonta et produit à nouveau par La Suite Records.
En 2008, Raige sort le titre Hip Hope, disponible en téléchargement gratuit sur son profil Myspace, tandis qu'en mars 2009 sort son deuxième album studio Zer06 - Zer08, sur lequel ont collaboré le rappeur Tormento et la chanteuse Gloria, en plus d'Ensi et de Rayden. Les productions sont confiées en grande partie à Rayden, ainsi qu'à Roofio, CubaClub, Big Joe, Tacash, James Cella, DJ Nais et DJ Squarta. Le 10 février 2010, le rappeur sort en téléchargement gratuit l'EP Zero9, inclus par la suite dans la compilation 2011 Zer06 - Zer09.
Le 2 mai 2012 sort le troisième album studio Addio, distribué par The Saifam Group et promu par le single homonyme et Mille volte ancora,,. Le 3 février 2014, le rappeur signe un contrat avec Warner Music Italy, avec qui il sort son quatrième album studio Buongiorno L.A. le 20 mai de la même année Les 27 et 30 juin, il participe au Summer Festival avec le single Ulisse, remportant le troisième épisode et atteignant la finale, dans laquelle il se classe troisième. Le 9 décembre de la même année, il sort le single Dimenticare, en collaboration avec la chanteuse Annalisa.
En juin 2015, Raige participe à la troisième édition du Summer Festival en présentant le single inédit Whisky, visant à anticiper son cinquième album studio, dont les enregistrements sont achevés à l'automne de la même année. Environ un an plus tard, le rappeur présente son deuxième single, Domani, suivi le 22 juillet du clip du morceau Dove finisce il cielo, diffusé sur la chaîne YouTube de Warner Music Italy, et le 19 août du single Il rumore che fa, enregistré en duo avec Marco Masini. Parallèlement à la sortie de ce dernier single, le rappeur annonce la sortie de son cinquième album studio, Alex, le 9 septembre.
En février 2017, il participe au soixante-septième festival de Sanremo avec le single Togliamoci la voglia, enregistré avec la chanteuse Giulia Luzi, et inclus dans la réédition d'Alex, appelée Sanremo Edition.

## Discographie

### Albums studio
- 2006 : Tora-Ki (avec Zonta)
- 2009 : Zer06 - Zer08
- 2012 : Addio
- 2014 : Buongiorno L.A.
- 2016 : Alex
- 2019 : Affetto placebo

### Compilations
- 2011 : Zer06 - Zer09

### EP
- 2002 : Autoritratto (avec Rayden)
- 2010 : Zero9

### Singles
- 2012 : Addio
- 2012 : Mille volte ancora
- 2014 : Fuori dal paradiso
- 2014 : Ulisse
- 2014 : Dimenticare (mai) (avec Annalisa)
- 2015 : Whisky
- 2016 : Domani
- 2016 : Il rumore che fa (avec Marco Masini)
- 2017 : Togliamoci la voglia (avec Giulia Luzi)
- 2018 : A un passo da te (feat. Sewit)
- 2018 : Una lista di piccole cose
- 2019 : Ciao ciao
- 2019 : Un milione di sassi

### Avec Stray Doggs
- 2000 : Da sempre

### Avec OneMic
- 2005 : Sotto la cintura
- 2011 : Commerciale
- 2011 : Cane di paglia EP